# Mistel
Mistel (česky: Jmelí) byl tajným bombardovacím systémem německé Luftwaffe používaným během druhé světové války. Mistel měl umožnit německé Luftwaffe provádět útoky na velmi odolné cíle, jakými jsou například opevnění, nebo válečné lodě.

## Vývoj a konstrukce

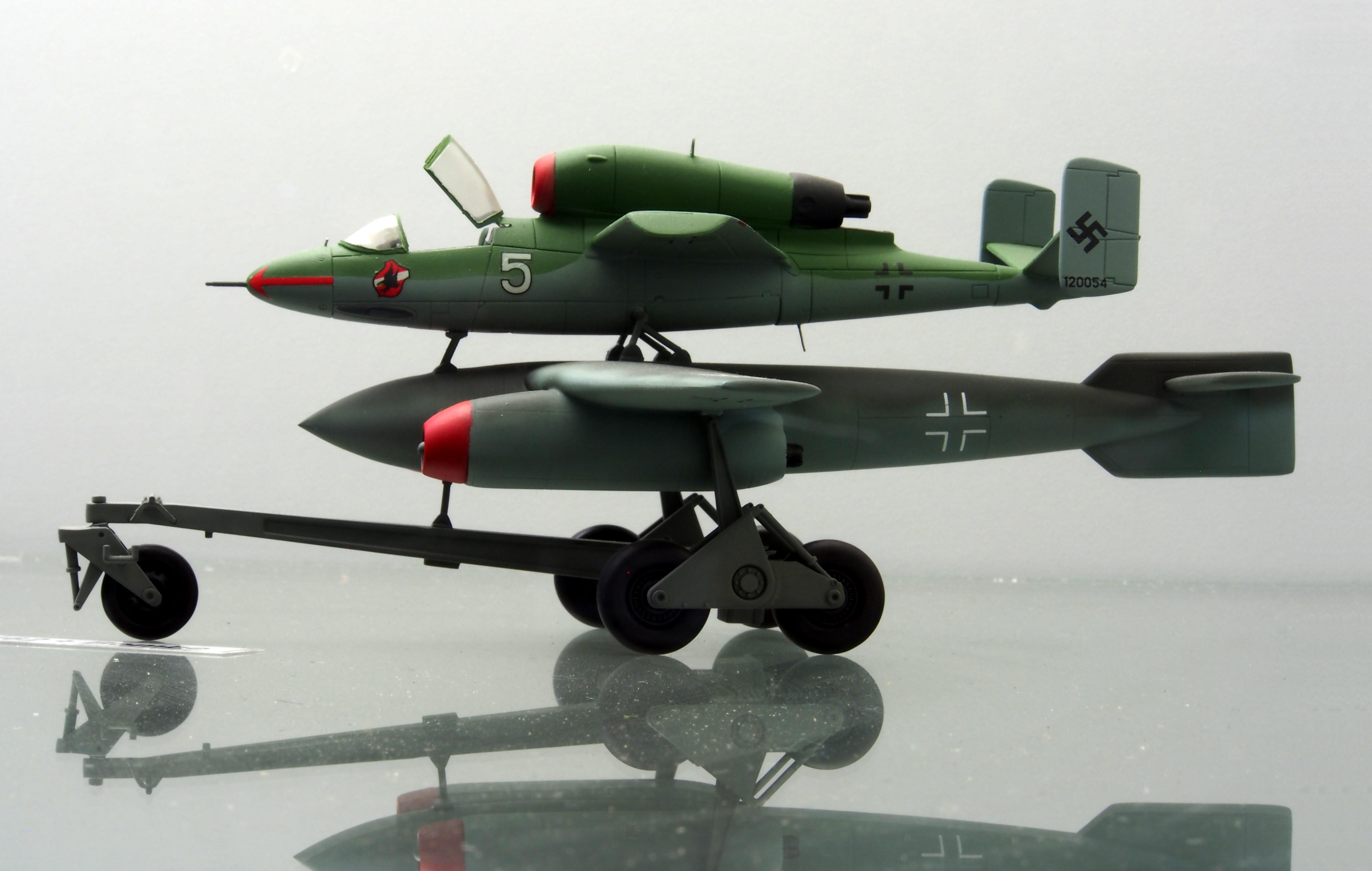
Model zamýšleného Mistelu Heinkel He 162 s kluzákovou pumou Arado E.377a

Protože tehdejší Luftwaffe neměla k dispozici žádný prakticky použitelný těžký bombardér s možností útoku na vysoce zodolněné bodové cíle, byla za ně hledána náhrada nebo případná alternativa. V roce 1942 zadala RLM vývoj létající pumy ovládané stíhačkou pod krycím názvem Beethoven Gerät.
Řídící letoun byl upevněn na hřbetě bombardéru/pumy pomocí konstrukce obráceného písmene V, které spojovaly letouny na křídlech. Další pomocný nosník byl mezi konci trupu u ocasních ploch, letouny tak byly mezi sebou uchyceny třemi body. Stíhač pro tyto účely byl dodatečně vybaven kotevními body a připevňoval se k nosnému letounu pomocí výbušných nýtů, které zajišťovaly jeho odpoutání během letu. Stíhač byl také vybaven spojeným řízením nosného letounu s možným přepnutím pro udržení přímého letu (pro zteč).
Prvotní varianty tohoto projektu kombinovaly kluzák DFS 230 s cvičným Kl 35 případně další varianty (DFS 230 a Bf 109E-4), kdy se především ověřoval samotný koncept řiditelnosti konstrukce dvou letadel. Po dokončení zkoušek obdržel svoje bojové jméno Mistel.
První varianty Mistelu byly tvořeny velmi rozšířeným bombardérem Ju 88 se stíhačem Bf 109, jehož označení bylo Mistel 1. Cvičná verze Mistel S1 (S - Schull - školní) se skládala z normálního Ju 88, který byl jen zbaven výzbroje a v kabině byl hodnotící důstojník, který hodnotil úspěšnost cvičného útoku.

## Určení a nasazení
Mistel byl vzhledem ke své výbavě bojovou kumulativní hlavicí především určen pro útok na vysoce zodolněné cíle jako jsou opevněná stanoviště, nebo hladinová plavidla. Díky kumulativní hlavici o hmotnosti přes 1 700 kg s možností měnit chování kumulativního paprsku byl schopen prorazit jakýkoli pancíř, či beton. Luftwaffe tento letoun nasazovala často i proti mostům, ale díky použité kumulativní hlavici nebyly výsledky útoku tak efektivní, jak asi velení předpokládalo. Kumulativní hlavice totiž proráží cílený objekt, ale neničí jej, a tak je u mostů poněkud neefektivní.
Mistely měly být použity pro útok na britskou základnu ve Scapa Flow, nebo pro operaci Eisenhammer (Železné kladivo), která měla cílit na sovětské elektrárny. K těmto útokům, ale nakonec nedošlo.
Mistely byly nasazeny proti lodím, které se pohybovaly v oblasti vylodění spojenců v Normandii. Jeden Mistel zasáhl 24. června 1944 fregatu HMS Nith (K215), kde došlo ke ztrátě 9 nebo 10 členů posádky a k 26 zraněním. Loď byla poškozena.
K jejich použití došlo také proti mostům na řekách Visla a Odra, kde se podařilo několik zásahů, postup sovětských vojsk to ale příliš nezpomalilo.
Mistel sám byl i přes plánovaný vývoj několika variant vyráběn pouze ve verzi Mistel 1 a Mistel 2, včetně školních verzí. Reálného nasazení se však dočkala pouze první varianta Mistel 1. Mistel 2 byl sice vyroben v několika kusech, ale konec války neumožnil jeho nasazení, došlo pouze ke cvičným letům se školní verzí.
Mistely byly přiřazeny k jednotce Kampfgeschwader 200.

## Plány

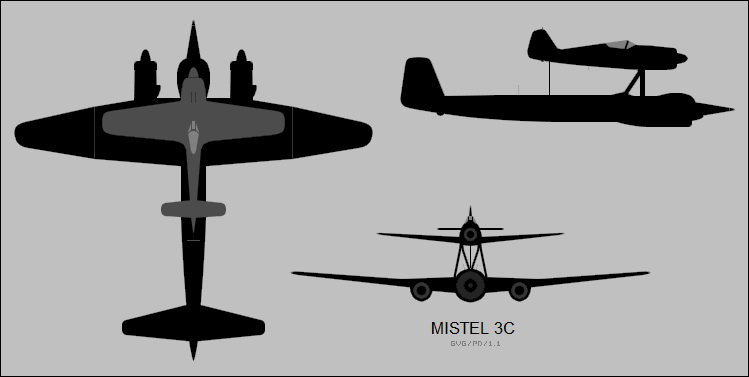
Ju 88 a Fw 190 jako Mistel3C.

Vzhledem k celkem dobrému nápadu se konstruktéři snažili vymyslet další varianty Mistelu. Do konce války proto vzniklo pět verzí Mistelu včetně několika subvariant. Nejzajímavější je poslední verze Mistel 5, která naplňuje původní myšlenku létající bomby ovládané pomocí stíhače složené z Arado E.377a a He 162.

## Varianty
- Mistel - prototyp - Ju 88A-4 a Bf 109F-4
- Mistel 1 - Ju 88A-4 a Bf 109F-4
- Mistel S1 - Cvičná verze Mistel 1
- Mistel 2 - Ju 88G-l a Fw 190A-8, nebo F-8
- Mistel S2 - Cvičná verze Mistel 2
- Mistel 3A - Ju 88A-4 a Fw 190A-8
- Mistel S3A - Cvičná verze Mistel 3A
- Mistel 3B - Ju 88H-4 a Fw 190A-8
- Mistel 3C - Ju 88G-10 a Fw 190F-8
- Mistel Führungsmaschine - Ju 88 A-4/H-4 a Fw 190 A-8
- Mistel 4 - Ju 287 a Me 262
- Mistel 5 - Arado E.377A a He 162

## Kombinace letadel v Mistelu

### V operačním použití
- Ju 88A-4/Bf 109F-4

### Plánováno k použití
- Ju 88G-1/Fw 190A-6
- Ju 88A-6/Fw 190A-6
- Ju 88G-1/Fw 190F-8
- Ju 88H-4/Fw 190A-8
- Ju 88H-4/Fw 190F-8

### Pouze na výkresech
- Ju 88 G-7/Ta 152 H
- Ta 154/Fw 190
- Ar 234/Fi 103
- Do 217K/DFS 228
- Si 204/Lippisch DM-1
- Ju 186/Me 162
- Ju 287/Me 262
- Arado Ar E-377A/Me 262 nebo He 162

## Specifikace (Mistel 2)

### Technické údaje
- Posádka: 1
- Délka: 14,76 m
- Rozpětí: 20,32 m
- Výška: 4,6 m
- Plocha křídel:
- Hmotnost (prázdný): cca 11 000 kg
- Hmotnost (naložen): cca 20 000 kg
- Maximální vzletová hmotnost: cca 20 000 kg
- Pohonná jednotka: 2x BMW 801D-2 po 1268kW (1724k) a 1x BMW 801D-2 ve stíhacím letounu Fw-190A

### Výkony
- Maximální rychlost: 378 km/h (při útoku 600 km/h)
- Dolet: cca 400 km
- Dostup: 4570 m
- Zátěž křídel:
- Tah/Hmotnost:

### Výzbroj
- cca 1 720 kg výbušniny (70% Hexogen, 30% TNT) kumulativní nálož v přídi bombardéru